# Đảo Phú Lâm
Đảo Phú Lâm (tiếng Anh: Woody Island; tiếng Pháp: île Boisée; tiếng Trung Quốc: chữ Hán phồn thể:永興島, chữ Hán giản thể:永兴岛, bính âm: Yongxing Dao) là một đảo thuộc nhóm đảo An Vĩnh (Amphitrite Group), quần đảo Hoàng Sa, và là đảo tự nhiên lớn nhất trong cả hai quần đảo Hoàng Sa và quần đảo Trường Sa.  Việt Nam, Đài Loan và Trung Quốc đều tuyên bố chủ quyền trên quần đảo Hoàng Sa, trong đó có đảo Phú Lâm.

Trung Quốc quản lý hòn đảo này từ năm 1956. Đảo Phú Lâm là nơi Trung Quốc đặt trụ sở chính quyền thành phố Tam Sa, thuộc tỉnh Hải Nam.

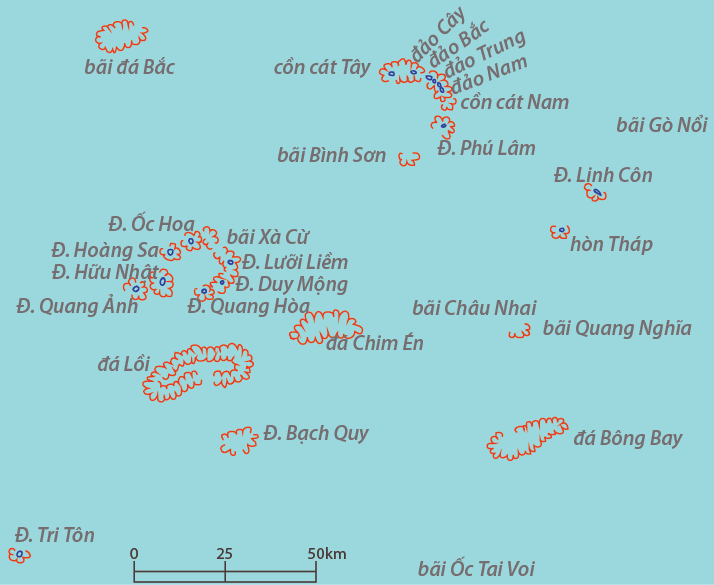
Bản đồ quần đảo Hoàng Sa

## Đặc điểm

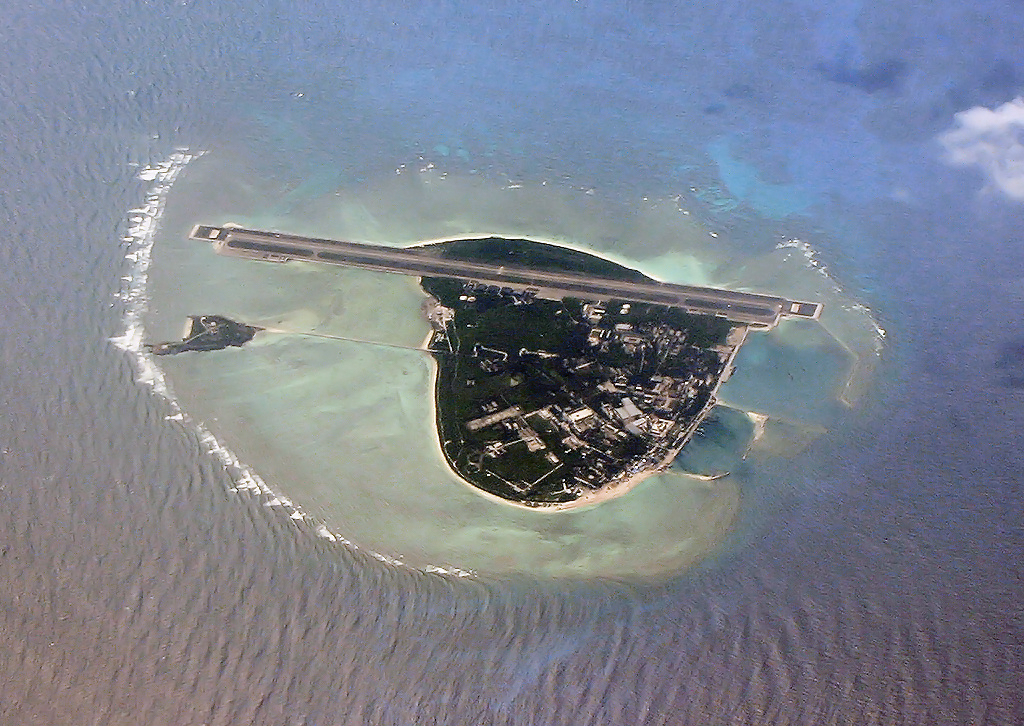
Ảnh chụp đảo Phú Lâm và đảo Đá năm 2008, trước khi mở rộng.

Đảo có tọa tọa độ địa lý 16°50′7″B 112°20′17″Đ / 16,83528°B 112,33806°Đ. Đảo Phú Lâm nằm bên cạnh đảo Đá trên cùng một rặng san hô, diện tích lớn hơn đảo Đá (theo tài liệu của Ủy ban Nhân dân huyện Hoàng Sa Đà Nẵng Việt Nam là 1,5 km² so với 0,4 km²) nhưng cao độ thấp hơn rất nhiều (đảo Đá cao 50 ft = 15,2 m). Theo tài liệu của Trung Quốc thì độ cao trung bình của đảo Phú Lâm là 5,0m, điểm cao nhất của đảo Phú Lâm là bãi cát ở phía tây nam đảo cao 8,5 m so với mặt biển.
Trước khi Trung Quốc bồi đắp, đảo dài 1,84 km, rộng 1,165 km, diện tích tự nhiên khoảng 1,65 km². Theo tài liệu của Marwyn Samuels  năm 1982, đảo Phú Lâm có chiều dài là 2 km và chiều rộng là 1,1 km. Các tài liệu của Việt Nam ghi theo thống kê đầu thế kỷ 20, cho rằng đảo dài khoảng 1,7 km, rộng khoảng 1,2 km diện tích tự nhiên đảo cùng với đảo Linh Côn xấp xỉ nhau (dù đảo Phú Lâm có nhỉnh hơn) khoảng trên 1,5 km². Hình dạng tự nhiên của đảo, theo tài liệu Trung Quốc, là gần như hình elíp cong tròn đều về các phía đông nam, nam, tây nam, tây, tây bắc, phía bắc bờ đảo gần thẳng rồi dần tạo thành góc nhọn về phía đông bắc, giống dạng vỏ ốc ngửa miệng về phía đông bắc. Sau khi Trung Quốc cải tạo xong thành đảo nhân tạo năm 2011, đảo Phú Lâm hiện có hình dạng như con ốc sên đang bò (đầu là đảo Đá), khi nhìn từ vệ tinh (ngoài không gian).
Theo James Horsburgh, vào giữa thế kỷ 19, đảo Phú Lâm có chu vi dạng tròn khoảng 3 dặm Anh (tức khoảng trên 4,8 km). Phía tây có con suối nhiều nước ngọt chảy ra. Thực vật thì có nhiều cây nhỏ phủ kín và các cây dừa. Còn sách Đại Nam thực lục thì chép về Cồn Cát Trắng (Bạch Sa Đôi) được cho là đảo Phú Lâm ngày nay, có chu vi là 1.070 trượng (tức là khoảng 5,0 km), khi đội Hoàng Sa khảo sát năm 1835. Theo Nguyễn Thông (1827–1884), quan nhà Nguyễn, thì vào giữa thế kỷ 19, trên một cồn cát, thuộc quần đảo Hoàng Sa được cho là đảo Phú Lâm ngày nay, có nước ngọt, chim biển nhiều không kể hết, có miếu cổ [Hoàng Sa Tự] lợp ngói. Lính [đội Hoàng Sa] đi ra đấy, thường mang hạt (quả) cây phương nam, trồng ở các phía trong và ngoài của miếu ấy, mong cho thành cây to để nhận biết được từ xa khơi.. Đến giữa thế kỷ 20, trên đảo vẫn có nhiều chim biển cư trú nên có một lớp phân chim khá dày, đã từng có một công ty Nhật Bản đến khai thác phân chim tại đây. Theo tạp chí Lữ hành gia của Trung Quốc, năm 1956-1957, thực vật trên đảo Phú Lâm chủ yếu là các loại cây dầu mè (ma phong đồng 麻瘋桐), thầu dầu (bì ma 蓖麻) và tị sương hoa (避霜花). Trên hòn đảo có tồn tại một sân bay có một đường băng lớn do Trung Quốc xây dựng từ cuối thế kỷ 20 và cải tạo vào đầu thế kỷ 21.

## Tên gọi
Đảo có nhiều cây cối tươi tốt, được mô tả trong Đại Nam thực lục là "thụ mộc sâm mậu 樹木森茂", tức rừng rậm cây cổ thụ tươi tốt, nên mang tên Phú Lâm (chữ Hán là 富林, rừng giàu). Nhưng những nhà hàng hải Phương Tây mới là những người đầu tiên vẽ bản đồ chính xác và đặt tên chính thức cho đảo Phú Lâm và tất cả các đảo của quần đảo Hoàng Sa . Bản đồ Việt - Xiêm trong sách của John Crawfurd (năm 1828) "Journal of an Embassy from the Governor-general of India to the Courts of Siam and Cochin China: Exhibiting a View of the Actual State of Those Kingdoms", đã ghi tên gọi đảo Phú Lâm là Woody Island (đảo Cây gỗ). Đầu thế kỷ 19, James Horsburgh trong sách hướng dẫn hàng hải của mình được xuất bản năm 1852, đã giải thích rằng đảo mang tên Woody Island là do có nhiều cây cối bao phủ, trong đó có một số cây dừa. Trong quần đảo Hoàng Sa (The Paracels), James Horsburgh chỉ mô tả đặc điểm có thực vật mọc bên trên ở 3 đảo là: đảo Phú Lâm bao phủ bởi những cây gỗ nhỏ (trees) và vài cây dừa mọc bên suối; đảo Linh Côn bao phủ bởi những bụi cây nhỏ (brushwood) và ba cây dừa mọc ở giữa đảo cạnh dòng suối; đảo Cây có duy nhất một cây dừa (a coconut tree). Nhà Nguyễn thời Minh Mạng năm 1835, Đại Nam thực lục chỉ gọi đơn giản đảo là "Bạch Sa đôi", tức Cồn Cát Trắng, không khác biệt nhiều so với các đảo khác thuộc quần đảo, hay tên cũ là "núi Phật Tự". Tên gọi Việt Nam - đảo Phú Lâm, chỉ chính thức được gọi kể từ thời Pháp thuộc, qua dịch nghĩa của tên gọi quốc tế, tiếng Anh "Woody Island", hay tiếng Pháp "île Boisée" (đảo Rừng).
Trung Quốc gọi đảo này là Vĩnh Hưng Đảo (永兴岛), đặt theo tên một trong 2 con tàu đổ bộ lên quần đảo Hoàng Sa của chính quyền Trung Hoa Dân Quốc thời Tưởng Giới Thạch năm 1946

## Lịch sử

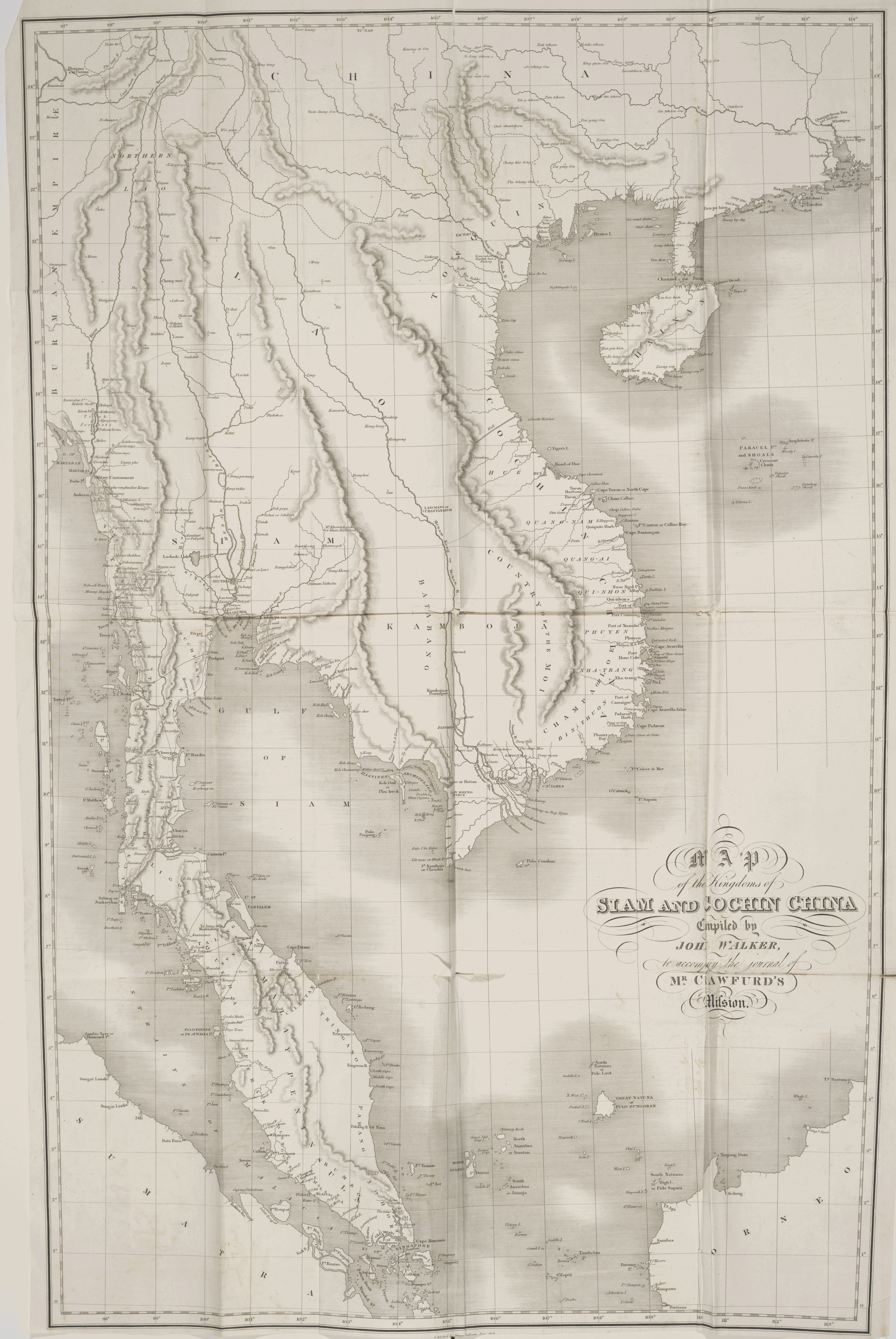
Bản đồ Xiêm và Việt Nam. Trích từ sách của John Crawfurd (1828) "Journal of an Embassy from the Governor-general of India to the Courts of Siam and Cochin China: Exhibiting a View of the Actual State of Those Kingdoms". Quần đảo Paracels được vẽ khá chi tiết và Crawfurd cũng ghi nhận chủ quyền của Gia Long. Trong bản đồ này đảo Phú Lâm đã có tên là Woody Island.

Thời Nguyễn, chính quyền cho xây dựng Hoàng Sa Tự trên đảo Phú Lâm.
Trước thế chiến thứ hai, Pháp đã đặt một trạm khí tượng trên đảo này mang số hiệu 48859.
Trong Chiến tranh thế giới thứ hai, từ 1939-1945, Nhật Bản chiếm đóng đảo này và sáp nhập cả quần đảo vào Đài Loan thuộc Nhật. Cùng với đảo Ba Bình (thuộc quần đảo Trường Sa), đảo Phú Lâm đã bị quân đồng minh tấn công bằng không quân và hải quân.
Sau khi Nhật đầu hàng Đồng minh, vào tháng 6 năm 1946 Hải quân Pháp gửi chiến hạm Savorgnan de Brazza đến chiếm các đảo Hoàng Sa. Vì Chiến tranh Đông Dương bùng nổ dữ dội, vào tháng 9/1946 người Pháp rút quân khỏi Hoàng Sa.
Vào ngày 26 tháng 6 năm 1946, dựa trên Tuyên bố Cairo và Tuyên bố Potsdam, 4 tàu chiến của Trung Hoa Dân Quốc đổ bộ lên quần đảo với lý do giải giáp quân Nhật (đáng lẽ phải làm vào năm 1945). Ngày 7 tháng 1 năm 1947, chính phủ Trung Hoa Dân Quốc tuyên bố họ đã chiếm giữ quần đảo Tây Sa nhưng thực ra mới chỉ chiếm đảo Phú Lâm mà họ gọi là đảo Vĩnh Hưng. 
Ngày 17 tháng 1 năm 1947, pháo hạm Le Tonkinois của Hải quân Pháp đến quần đảo Hoàng Sa để đòi quân đội Tưởng Giới Thạch rút khỏi đây. Khi yêu cầu này bị từ chối, quân Pháp bèn đổ 10 quân nhân Pháp và 17 quân nhân Việt Nam chiếm giữ đảo Hoàng Sa (Pattle Island). Đến tháng 4 năm 1950, sau khi Trung Hoa Dân Quốc chạy ra Đài Loan, quân đội Tưởng Giới Thạch rút khỏi đảo Phú Lâm và đảo Ba Bình.
Bảy năm sau khi làm chủ được đại lục, chính quyền CHND Trung Hoa mới bí mật cho quân chiếm đóng đảo Phú Lâm vào đêm ngày 20, rạng ngày 21 tháng 2 năm 1956.

## Trung Quốc cải tạo, vũ trang hóa đảo thành đảo nhân tạo

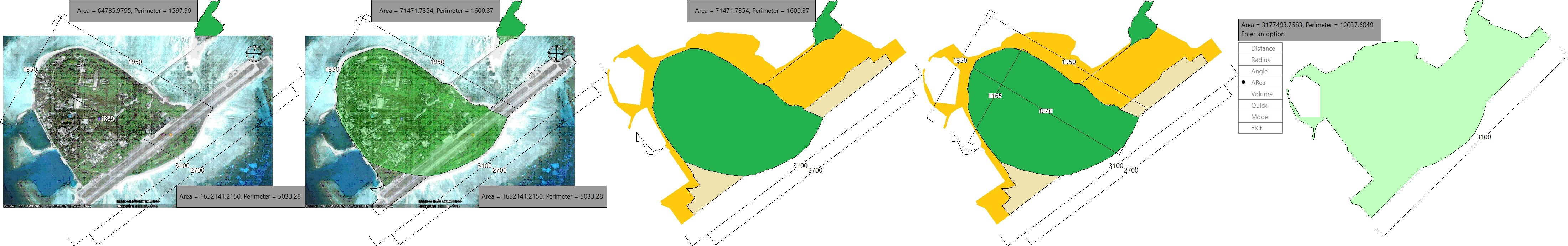
Bản đồ đảo Đá và đảo Phú Lâm (Woody Island, 永興島) của quần đảo Hoàng Sa (Paracel Islands).

Đường băng trên đảo Phú Lâm được Trung Quốc xây dựng xong lần đầu vào năm 1994, dài 2.400m (Trung Quốc bắt đầu xây sân bay này từ năm 1980). Chiều dài đảo (phần có đường băng sân bay xây dựng lần đầu năm 1994) dài khoảng 2,7 km, với khoảng 0,32 ÷ 0,33 km² đất được cải tạo bồi đắp thêm (nâng tổng diện tích của riêng đảo Phú Lâm lên khoảng 1,98 km²). Sau khi xây dựng xong đường băng dọc theo phía đông đảo năm 1994, theo tài liệu của Nhật Bản thì tổng diện tích đảo Phú Lâm là khoảng 1,85 km² (số liệu này phù hợp với số liệu về diện tích tự nhiên của đảo theo tài liệu của Ủy ban Nhân dân huyện Hoàng Sa Đà Nẵng Việt Nam là 1,5 km²). Nhưng tài liệu của Trung Quốc thì ghi diện tích đảo là 2,1 km² (số liệu này là gồm cả diện tích đảo Đá (0,08 km²), diện tích cải tạo bờ kè bến cảng, và cả con đường kè đá rộng 3 m kết nối đảo Đá với đảo Phú Lâm xây dựng năm 1979).
Từ năm 2005 đến năm 2011, Trung Quốc đã tiến hành bồi đắp cải tạo đảo quy mô lớn, với tổng diện tích bồi đắp thêm khoảng 1,13 km² (nâng tổng diện tích đất bồi đắp nhân tạo cho đảo Phú Lâm lên khoảng 1,45 km²) nối đảo Phú Lâm với đảo Đá (Diện tích tự nhiên của đảo Đá khoảng 7,15 ha tức 0,07 km². Số liệu của Trung Quốc là 0,08 km². Tài liệu của Việt Nam nhầm đảo Đá với đảo Bạch Quy (bởi cái tên phụ "Bàn Thạch" của đảo Bạch Quy) nên cho rằng đảo Đá có diện tích 0,4 km², còn đảo Bạch Quy thì cao 15 m cao nhất quần đảo.). Trong đợt này, Trung Quốc đã nạo vét mở rộng bến cảng ở phía nam, xây mới thêm một bến cảng ở phía tây, mở rộng kéo dài đường băng của sân bay cũ (xây trước năm 1994). Trung Quốc nâng cấp đường băng lên thành 2.760m x 55m (trên tổng chiều dài đất cải tạo là khoảng trên 3,0 km) và cảng nước sâu xây mới dài 1.000 mét. Đường băng này có khả năng đón nhận ít nhất tám máy bay thế hệ thứ tư như máy bay chiến đấu SU-30MKK và máy bay ném bom JH-7, trong khi các bến cảng có thể tiếp nhận những tàu có trọng tải từ 5.000 tấn trở lên. Hiện nay cơ sở hạ tầng trên đảo Phú Lâm đã hoàn chỉnh và được tổ chức như một thành phố, nhằm phục vụ mục đích quốc phòng và kinh tế của Trung Quốc trong toàn bộ khu vực Biển Đông. Sau khi bồi đắp, nối đảo Đá với đảo Phú Lâm lại thành một thì đảo mới này dài khoảng 3,1 km theo hướng đông bắc- tây nam, chiều rộng từ 0,68 ÷ 2,03 km theo hướng tây bắc- đông nam (phần đảo nhân tạo rộng khoảng 0,68 km), với tổng diện tích đảo Phú Lâm nối với đảo Đá lên tới khoảng 3,18 km². Theo tài liệu của Trung Quốc, chiều dài đảo 1,95 km (theo hướng tây tây bắc-đông đông nam) và rộng 1,35 km (theo hướng bắc đông bắc-nam tây nam) (số liệu này phù hợp với kích thước phần đảo chính của đảo Phú Lâm  sau cải tạo năm 2011). Trên đảo còn có đài kiểm báo, kênh đào và nhiều tiện nghi quân sự khác. Năm 2012, sau khi cải tạo và vũ trang hóa xong đảo Phú Lâm, Trung Quốc lập ra thành phố Tam Sa quản lý tất cả các đảo Trung Quốc chiếm đóng ở biển Đông, đặt trụ sở hành chính trên đảo Phú Lâm. Đến năm 2020, sau khi cải tạo thành đảo nhân tạo các bãi ngầm thuộc quần đảo Trường Sa mà Trung Quốc chiếm giữ, và hoàn thành việc quân sự hóa chúng, Trung Quốc đã thành lập thêm các quận Tây Sa và Nam Sa thuộc thành phố Tam Sa. Toàn bộ đảo nhân tạo kết hợp hai đảo tự nhiên đảo Phú Lâm và đảo Đá trở thành quận Tây Sa.
Hiện nay, Trung Quốc đặt Bộ chỉ huy toàn thể lực lượng quân trú phòng quần đảo Hoàng Sa trên đảo Phú Lâm. Căn cứ quân sự này kiên cố nhất trên Biển Đông. Sách Ocean Yearbook 10 (Chicago 1993) cho biết có tới 4.000 binh sĩ Hải quân và Thủy quân Lục chiến trong vùng biển Hoàng Sa. Phần lớn số lính này đóng tại đảo Phú Lâm, số ít đóng trên đảo Linh Côn và các đảo thuộc nhóm Trăng Khuyết (Lưỡi Liềm).
Ngày 17 tháng 2 năm 2016, Trung Quốc đã đem tám bệ phóng tên lửa đất đối không HQ-9 đến đảo Phú Lâm, đe dọa an toàn hàng không khu vực. GS Jonathan London trả lời câu hỏi đài RFA cho việc làm này là trái với tinh thần luật pháp quốc tế và đó là một động thái lộ rõ ý muốn xâm lược của Trung Quốc và là hành vi hết sức ngu xuẩn vì tự cô lập mình.
Ngày 30 tháng 3 năm 2016, ông Hồng Lỗi, người phát ngôn Bộ Ngoại giao Trung Quốc công khai thừa nhận, Trung Quốc đã bố trí tên lửa chống hạm YJ-62 ở đảo Phú Lâm. Đài CNBC của Mỹ ngày 2 tháng 5 năm 2018 dẫn các nguồn tin tình báo cho biết các tên lửa hành trình chống hạm YJ-12B và tên lửa đất đối không HQ-9B cũng đã được Trung Quốc lắp đặt trên ba thực thể Đá Chữ Thập, Đá Xu Bi, Đá Vành Khăn. Hệ thống tên lửa này có khả năng vươn tới các vị trí chiến lược của các nước trong khu vực, trong đó có Việt Nam, Phiippines, Malaysia.
Chiều ngày 20 tháng 8 năm 2020, người phát ngôn Bộ Ngoại giao Việt Nam Lê Thị Thu Hằng nói tại cuộc họp báo thường kỳ của Bộ Ngoại giao rằng vào đầu tháng 8, Trung Quốc đã đưa oanh tạc cơ H-6J ra đảo Phú Lâm. Thông tin này vẫn chưa được phía Trung Quốc xác nhận.

## Miếu thần Hoàng Sa trên đảo Phú Lâm
Cuộc khảo sát đầu tiên là của nhà Thanh năm 1909 do Ngô Kính Vinh dẫn đầu xác nhận: “Ở trên mỗi đảo Hoàng Sa đều có một ngôi miếu nhỏ xây kiểu nhà đá, tất cả tường mái là đá san hô và vỏ sò”. Ba mặt miếu Hoàng Sa bên trái, bên phải và đằng sau đều trồng các loại cây do quân nhân đến đảo đem theo hạt giống gieo trồng như hạt quả thủy nam. Cửa vào Hoàng Sa Tự có khắc hai bên đôi câu:
Cô hồn miếu, cô hồn diễu diễu
孤魂庙，孤魂渺渺； (nghĩa là "Miếu Cô hồn, cô hồn lênh đênh");
Hoàng sa tự, bích huyết Hoàng sa
黄沙寺,碧血黄沙。 (nghĩa là "chùa Hoàng Sa, liệt sĩ Hoàng Sa").
Phía trên là bức Hoành phi có ghi "海不扬波" "Hải bất dương ba" có nghĩa là "Biển không nổi sóng"
Trong miếu có ghi niên hiệu "大南皇帝 保大十四年三月初一"Đại Nam Hoàng Đế Bảo Đại thập tứ niên tam nguyệt sơ nhất" (ngày mồng 1 tháng 3 năm Bảo Đại 14).
Sau khi Trung Quốc đổ quân chiếm đóng Phú Lâm, trong tạp chí "Lữ hành gia" quyển 6 xuất bản năm 1957 tại Bắc Kinh đã xác nhận niên đại trùng tu năm Bảo Đại 14 như trên. Năm 1974, sau khi Trung Quốc đổ quân chiếm đóng toàn bộ quần đảo Hoàng Sa, nhà khảo cổ Trung Quốc Hàn Chấn Hoa và đồng nghiệp đến Hoàng Sa khảo sát, đã ghi nhận di tích của Hoàng Sa Tự (黄 砂 寺) trên đảo Phú Lâm.
Trước đó, trong  Đại Nam thực lục cũng có ghi chép về Miếu thần Hoàng Sa thời Minh Mạng được xây dựng trên một hòn đảo có bài khắc cổ Vạn lý ba bình. Sách này đề cập rằng vào tháng 6 âm lịch năm Ất Mùi niên hiệu Minh Mạng 16 (1835):
"建廣義黄沙神祠。黄沙,往廣義海分,有一白沙堆,樹木森茂,堆之中有井,西南有古廟,牌刻萬里波平四字。(白沙堆周圍一千七十丈,旧名佛寺山。東,西,南岸,什珊瑚石斜遶水面。北接珊瑚石,奕立,一堆周圍三百四十丈,高一丈三尺興沙堆岸,名磐灘石。)..."
"Dựng đền thờ thần [ở đảo] Hoàng Sa thuộc Quảng Ngãi (Quảng Nghĩa, 廣義). Hoàng Sa ở hải phận Quảng Ngãi, có một chỗ nổi cồn cát trắng, cây cối um tùm rậm rạp, giữa cồn cát có giếng, phía tây nam có miếu cổ, có tấm bài khắc 4 chữ "Vạn lý ba bình 萬里波平" (cồn Bạch Sa [cát trắng] chu vi 1070 trượng, tên cũ là núi Phật Tự, bờ đông, bờ tây, và bờ nam là vô số đá san hô thoai thoải uốn quanh mặt nước. Phía bắc, giáp với một cồn toàn đá san hô, chu vi 340 trượng, đứng sừng sững, cao hơn so với bờ cồn cát 1 trượng 3 thước, gọi là Bàn Than thạch). Năm ngoái vua toan dựng miếu lập bia ở chỗ ấy, bỗng vì sóng gió không làm được. Đến đây, mới sai cai đội Thủy quân là Phạm Văn Nguyên đem lính thợ Giám thành cùng phu thuyền hai tỉnh Quảng Ngãi, Bình Định, chuyên chở vật liệu đến dựng miếu (cách tòa miếu cổ 7 trượng). Bên tả miếu dựng bia đá; phía trước miếu xây bình phong. Mươi ngày làm xong rồi về."
Theo nhà nghiên cứu Nguyễn Nhã, Hoàng Sa Tự là "bằng chứng hiển nhiên vết tích của việc xác lập chủ quyền của Việt Nam" tại Hoàng Sa.